# 5961 Ватт
5961 Ватт (інші назви: (5961) 1989 YH1, 1989 YH1, 1953 FM1, 1979 FP1, 1983 GK2) — астероїд головного поясу. Відкритий 30 грудня 1989 року Робертом Макнотом. Названий на честь шотландського винахідника-механіка Джеймса Ватта.
Тіссеранів параметр щодо Юпітера — 3,509.